# 維克斯A1E1獨立號重型坦克
維克斯A1E1「獨立」號重型坦克（英語：Vickers A1E1 Independent）是一款由英國於戰間期研發的多砲塔重型坦克。它是世界上第一款多砲塔坦克，並對後來的同類坦克產生了深遠的影響。但是，這款坦克卻因為財政問題而未能投入服役。

## 歷史
1924年，英國軍方開始考慮生產一款全新的重型坦克，並向維克斯公司訂購了一輛原型車。這款坦克命名為「A1E1」1年後（1925年），維克斯公司成功地生產出了一輛原型車。1926年，這輛原型車在經過測試後被移交給英國軍方高層測評。但是，這款坦克最終卻因為財政方面的問題而不是性能方面的問題被軍方否決。
不過，這款坦克卻成為了外國間諜的重要目標。比如，蘇聯人曾經對這款坦克展開過間諜活動，並成功獲取到了有用情報。這些情報很有可能影響到了蘇聯的T-28和T-35坦克的設計。另外，一名名叫諾曼·貝利-斯圖爾特的英軍官員，曾經因為私自向德國提供包括獨立號坦克計劃在內的機密情報而在1933年被軍事法庭判刑5年。

## 性能
這款坦克的設計理念是擁有重火力、良好的防禦力，以及在它攻擊範圍內的絕對壓制能力。動力由一臺功率為300馬力的阿姆斯特朗・西德利風冷V型12缸汽油發動機提供，最大速度可達32公里/時，行程則為153公里。安裝QF 3磅炮主砲塔位於車體中間靠前的位置。4個小砲塔圍繞在主砲塔周圍，每一個小砲塔上都有一挺.303維克斯機槍。其裝甲厚度為13－28毫米。

## 現況

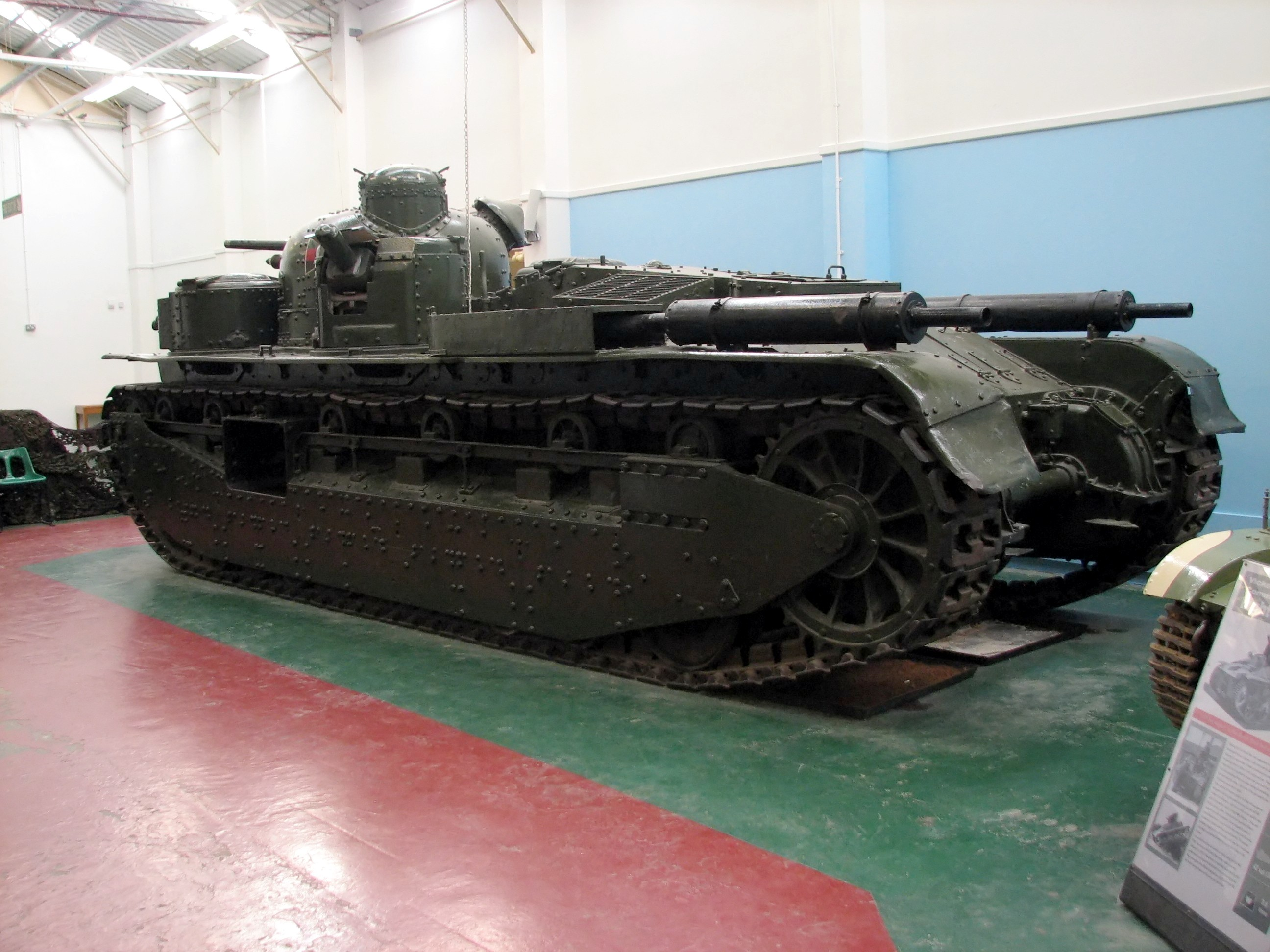
現藏於博文頓坦克博物館的獨立號坦克

獨立號坦克的一輛原型車現藏於英國的博文頓坦克博物館。

## 來源
1. 1 2  .   [2014-07-24]. （原始内容存档于2017-04-25）.
2. 1 2  . （原始内容存档于2014-03-27）.
3. 1 2  .   [2014-07-24]. （原始内容存档于2014-07-01）.
4. ↑  , The New York Times, 8 June 1966  [2014-07-25], （原始内容存档于2014-02-27）

## 外部連結
- facts about Vickers A1E1 Independent （页面存档备份，存于）